# Alvin S. White
Pour les articles homonymes, voir White.
Alvin Swauger "Al" White (1918 – 29 avril 2006)  est un pilote d'essais américain.
Il a été candidat astronaute dans le projet Man In Space Soonest, qui a été annulé et remplacé par le Programme Mercury.

## Biographie
Né le 9 décembre 1918 à Berkeley en en Californie, Al White étudie l'ingénierie électrique à l'Université de Californie. Il commence sa carrière de pilote et obtient sa licence en 1940. Durant la Deuxième Guerre mondiale, il s'engage dans l'U.S. Air Force et effectue sa formation à Williams Fields en Arizona en 1942. Il pilote des P-51 Mustang, avions d'escorte de bombardiers durant des missions en Europe. Après la guerre il reprend ses études et obtient un Bachelor of Science en ingénierie mécanique en 1947. Il devient alors ingénieur d'essais en vol pour l'U.S. Air Force et North American Aviation. Il participe à de nombreux programmes de test durant sa carrière, dont le F-86 Sabre, le F-100 Super Sabre, le YF-107 et le X-15.

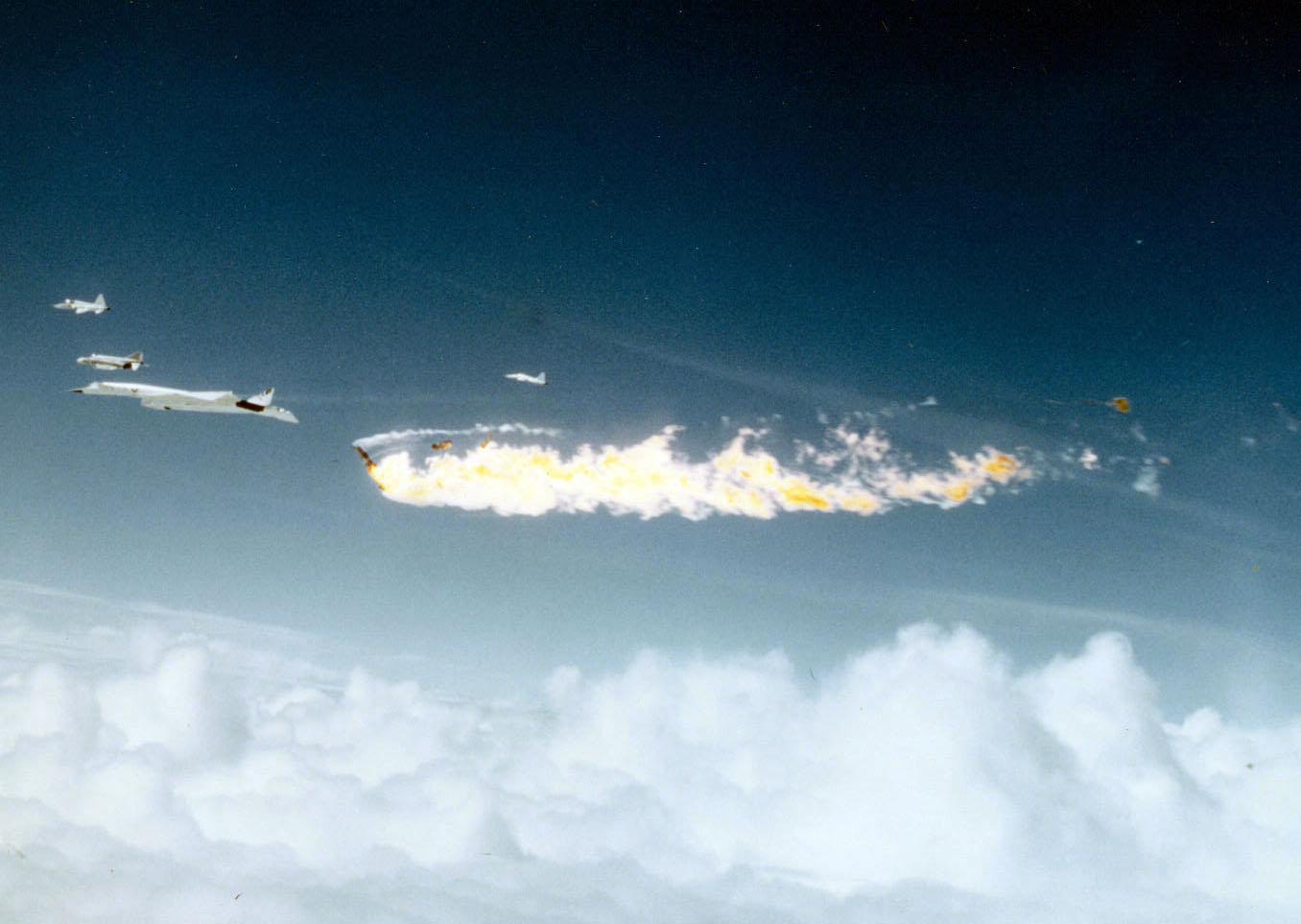
Le XB-70 de White juste après la collision du 8 juin 1966.

Le 8 juin 1966, il est le seul survivant d'une collision aérienne avec un F-104 Starfighter qui a détruit le 2e prototype XB-70 Valkyrie dont il parvient à s'éjecter, mais est sérieusement blessé. Plus tard il rejoint Trans World Airlines en tant que responsable des opérations, recherche et développement. En 1969 il devient consultant dans le domaine aéronautique, travaillant en tant qu'expert lors d'enquêtes concernant des accidents aériens. 
Accumulant 8 500 heures de vol sur 125 appareils différents, il prend sa retraite à Tucson en Arizona. Il meurt le 29 avril 2006.